# Barrett Deems
Barrett Deems (1. marts 1914 i Springfield, USA – 15. september 1998) var en amerikansk swing-trommeslager. Han er bedst kendt for sit samarbejde med Louis Armstrongs orkester. Han var bl.a. andet med i musicallen High Society med Armstrong. Han spillede mest i swing- og traditionelle jazzensembler, og ledte sine egne ensembler og big bands gennem årene. Deems, der var en fremragende virtuos tekniker i stil med Buddy Rich, gjorde sig mest i mindre grupper.[kilde mangler] Han har indspillet et par plader i eget navn både med lille og stort orkester. Han spillede til han var langt oppe i 80'erne. 

## Diskografi
- Louis Armstrong – Hello Dolly
- Louis Armstrong – Plays Fats Waller
- Louis armstrong – Live vol. 1 & 2
- Barrett Deems – Deemus
- Barrett Deems Big Band – How D´you like It So Far ?
- Barrett Deems Big Band – Groovin` Hard

## Eksterne kilder og henvisninger
- Om Barret Deems på drummerworld.com